# شاطر داوود
شاطر داوود با نام اصلی سید داوود روغنی (۱۳۰۱ در محله نفرآباد شهرری—خرداد ۱۳۵۷)، یکی از شاطرهای معروف شهر ری بود و یکی از نخستین کتاب‌ها را دربارهٔ نان سنگک با نام «مجموعه معارف و فرهنگ نانوایی سنگکی و نان سنگک» در سال ۱۳۵۶ نوشت.
پدر داوود با نام سید محمود نیز نانوا بود اما پدر و مادر داوود هر دو تا سن یک سالگی وی درگذشتند. او تنها پسر از بین ۷ برادر بود که حرفه نانوایی را ادامه داد. او تا کلاس ششم ابتدایی درس خواند و از سن ۱۸ سالگی که شاطری وی تأیید شد تا پایان عمر به این کار پرداخت. شاطر داوود برای نوشتن «مجموعه معارف و فرهنگ نانوایی سنگکی و نان سنگک» مدتی به پژوهش پرداخت و ابتدا قرار بود این کتاب را مرکز مردم‌شناسی وزارت فرهنگ و هنر چاپ کند اما مرگ شاطر داوود در خرداد ۵۷ سبب توقف جریان چاپ کتاب شد. این کتاب در سال ۱۳۸۵ با پی‌گیری جواد صفی‌نژاد و همکاری انتشارات اختران چاپ شد.